# Mu (continent)

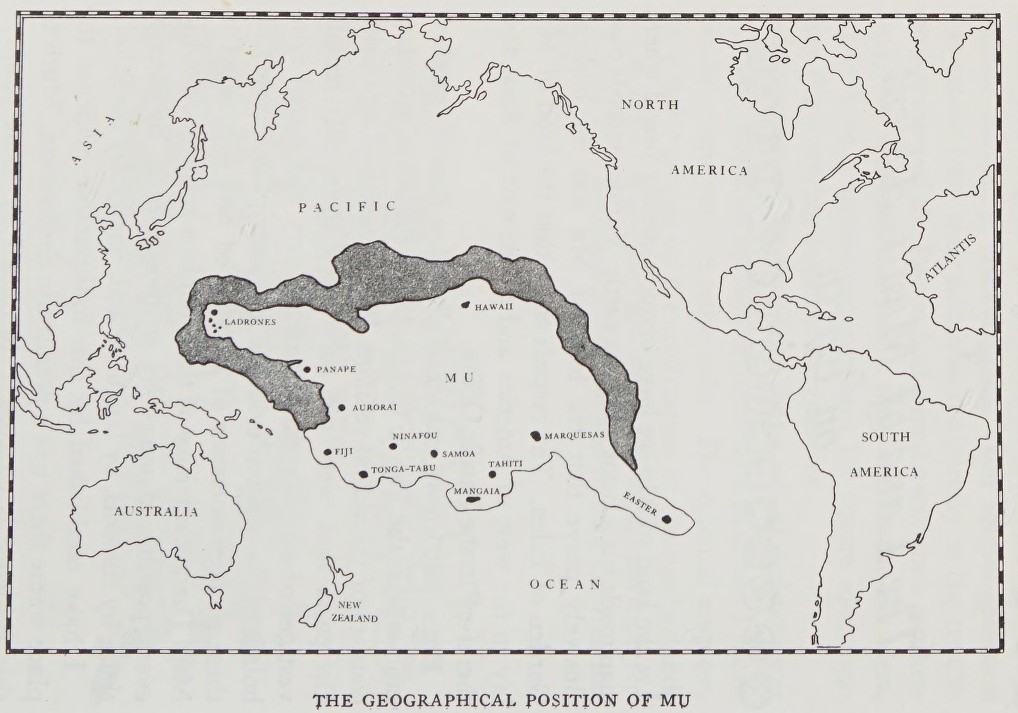
Hartă a ipoteticului continent Mu de James Churchward, 1926

Mu este numele unui continent ipotetic dispărut care se presupune că a existat într-unul din oceanele Pământului, dar a dispărut în zorii istoriei umane. În special se consideră că ar fi existat în zona Polineziei din Oceanul Pacific. Conceptul și numele au fost inițial propuse în secolul al XIX-lea de către arheologul, fotograful, călătorul și scriitorul britanic-american Augustus Le Plongeon, care a pretins că mai multe civilizații, cum ar fi cele din Egipt și Mesoamerica, au fost create de refugiați de pe continentul Mu care era situat în Oceanul Atlantic.
În cărțile sale, Sacred Mysteries Among the Mayans and Quiches (1886) și Queen Moo and the Egyptian Sphynx (1896), Plongeon a interpretat o parte a textului Codexul Troana ca fiind o revelare a faptului că civilizația mayașă (maya) din Yucatán erau strămoșii egiptenilor și ai altor civilizații. De asemenea, acesta credea că acest continent străvechi, pe care îl numea Mu, fusese distrus de o erupție vulcanică, iar supraviețuitorii acesteia fondaseră civilizația maya. Plongeon identifică Mu cu Atlantida, susținând că o „Regină Moo”, originară din Atlantida, a călătorit în Egipt, unde a devenit cunoscută ca Isis și a întemeiat civilizația Egiptului. Acest concept a fost ulterior popularizat și extins de către scriitorul britanic James Churchward, care a afirmat că Mu se găsea, de fapt, în Oceanul Pacific.

## Descrierea continentului în literatura ezoterică

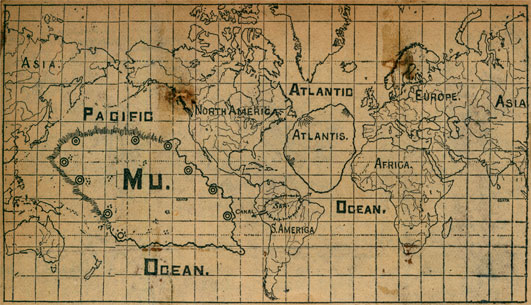
Hartă alternativă a ipoteticului continent Mu de James Churchward, 1927

Mu a fost descris de James Churchward în cartea Continentul pierdut Mu în 1931, prima dintr-o serie de cinci cărți scrise de Churchward despre continentul pierdut. În lucrarea sa, acesta susține că dispărutul continent Mu s-a întins cândva din zona de nord a insulei Hawaii înspre sud, până în Fiji și Insula Paștelui. Potrivit lui Churchward, Mu era Grădina Edenului, cu o civilizație avansată din punct de vedere tehnologic și spiritual, ce număra nu mai puțin de 64 de milioane de locuitori. Toate marile civilizații antice ale lumii au fost, de fapt, rămășițe ale coloniilor Mu, conform autorului. În urmă cu aproximativ 12.000 de ani, Mu a fost distrus de un cutremur și s-a scufundat în adâncurile Pacificului.
Churchward susținea că a primit aceste informații de la un Maharishi (mare preot) indian în anii 1880 când a luat parte la mai multe expediții în Mongolia și Siberia. Acest preot afirma că doar el și doi veri sunt singurii supraviețuitori ai ordinului Frăția Naacal care își avea originea în Mu. Preotul i-a arătat lui Churchward mai multe tăblițe antice din teracotă, scrise în naga-maya, limba naacalilor, despre care se spune că a fost limba primordială a umanității.
Existența continentului pierdut Mu a fost susținută în anumite cercuri spirituale și inițiatice. Filosoful și eruditul ezoteric austriac Rudolf Steiner afirma că există lucrări ezoterice conform cărora continentul Mu ar fi fost continentul-mamă, leagănul omenirii, asupra căruia s-a abătut însă o cruntă tragedie, astfel că într-o singură noapte acesta s-ar fi scufundat (o soartă identică cu cea a legendarei Atlantide). 
Renumita cercetătoare și exploratoare ocultistă Elena Blavatschi relata că în peregrinările sale prin Tibet a găsit în mănăstirile sacre la așa-numiții mahatmas (suflete mari, iluminate) un manuscris intitulat „Cartea Dzyan”. Despre acesta, înțelepții spuneau că este un vechi text din Atlantida în care se pomenea de evoluția umanității prin mai multe rase, între care lemurienii (i.e. populația nativă din Lemuria/Mu) și atlanții.

## Vezi și
- Atlantida
- Kumari Kandam
- Lemuria

## Legături externe
- James Churchward and His Lost Pacific Continent pe Biblioteca Pleyades